# Porco Cabra Banana Grilo
Porco Cabra Banana Grilo (Pig Goat Banana Cricket na versão original e abreviada como PGBC) é uma série de desenho animado americana criada por Dave Cooper e Johnny Ryan para o canal Nickelodeon. A série é transmitida nos Estados Unidos desde 16 de julho de 2015.
Em 25 de junho de 2015, o Nickelodeon renovou Pig Goat Banana Cricket para a segunda temporada.
No Brasil, a série estreou no dia 5 de novembro de 2016, ao 12h30 na Nickelodeon.

## Enredo
A série narra as aventuras de quatro amigos, que embarcam em viagens surreais. Pig (dobrado por Matt L. Jones) é o "traquinas", Goat (Candi Milo) é o "artista", Banana (Thomas F. Wilson) é o "espertinho", e Cricket (Paul Rugg) é o "cérebro" da equipa. A ação começa na cidade de Boopelite, uma gigantesca e barulhenta metrópole onde muitos dos edifícios se parecem com relógios arcaicos. As ruas estão constantemente cheias de personagens de descrição intensamente variada, e as calçadas estão repletas de animais, robôs, frutas andantes, criaturas do mar e muito mais. Os quatro companheiros vivem numa casa da árvore, que fica no meio da cidade, rodeada pela floresta e pelos mares.

## Produção
Pig Goat Banana Cricket foi criado por Dave Cooper e Johnny Ryan para o canal Nickelodeon. A série foi uma série de quadrinhos Pig Goat Banana Mantis! publicada em 2004 na revista Nickelodeon Magazine.
Desenvolvido de Pig Goat Banana Mantis!, um episódio piloto dirigido pelo animador independente Nick Cross, a série foi escrita por Ryan e cada episódio terá onze minutos de duração. Jones, Milo, e Wilson voltarão a interpretar seus papéis originais, com Mantis, que tinha sido anteriormente dobrado por James Urbaniak, reformulado como Cricket, devido o Nickelodeon possuir outro personagem com o mesmo nome. A série foi renovada para a segunda temporada.

## Episódios
| Temporada | Temporada | Episódios | Exibição original      | Exibição original      | Exibição no Brasil    | Exibição no Brasil   |
| Temporada | Temporada | Episódios | Estreia                | Final                  | Estreia               | Final                |
| --------- | --------- | --------- | ---------------------- | ---------------------- | --------------------- | -------------------- |
|           | Piloto    | 1         | 13 de agosto de 2012   | 13 de agosto de 2012   | Não Exibido           | Não Exibido          |
|           | 1         | 26        | 16 de julho de 2015    | 13 de novembro de 2016 | 5 de novembro de 2016 | 29 de agosto de 2017 |
|           | 2         | 26        | 20 de novembro de 2016 | 31 de maio de 2017     | TBA                   | TBA                  |

## Transmissão mundial
| País           | Canal       | Data de estreia       | Referências |
| -------------- | ----------- | --------------------- | ----------- |
| Estados Unidos | Nickelodeon | 18 de julho de 2015   |             |
| Canadá         | YTV         | 10 de outubro de 2015 | [ 8 ]       |
| Brasil         | Nickelodeon | 5 de novembro de 2016 |             |